# Yamanouchi Toyoshige

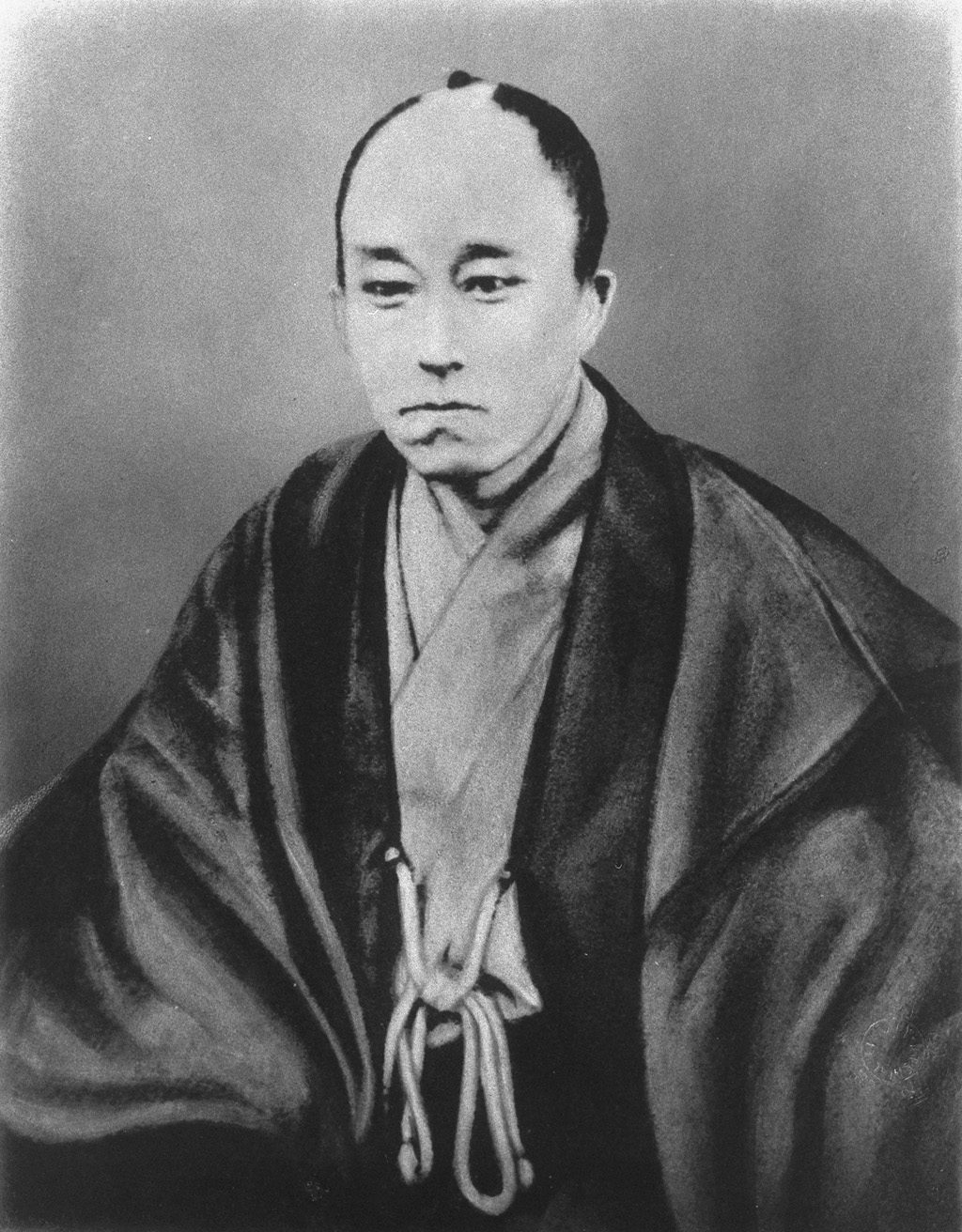
Yamanouchi Toyoshige

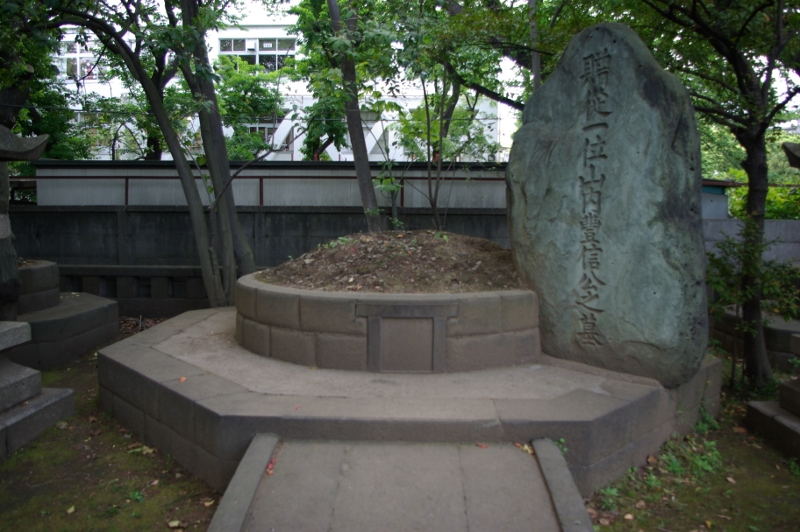
Yamanouchis Grabstein

Yamanouchi Toyoshige (japanisch 山内 豊信, Vorname auch Yōdō (容堂); geboren 27. November 1827 in Kōchi (Provinz Tosa); gestorben 26. Juli 1872 in Tokio) war ein japanischer Daimyō, der letzte des Hauses Yamanouchi.

## Leben und Wirken

### Erste Lebenshälfte
Yamanouchi Toyoshige war der älteste Sohn von Yamanouchi Yutaka (山内 豊著), Oberhaupt einer Zweigfamilie des Yamanouchi-Klans. 1846 wurde er selbst Familienoberhaupt, aber 1848 starben die Fürsten der Hauptlinie, Toyoteru (豊煕; 1815–1848, ein Cousin von Toyonobu) und Toyoatsu (豊惇; 1824–1848, ein weiterer Cousin) kurz hintereinander an einer Krankheit. Er wurde von der Hauptfamilie in Eile adoptiert und wurde so der fünfzehnte Chef des Hauses. Zunächst übernahm der bereits im Ruhestand lebende vormalige Chef des Hauses Toyosuke (豊資; 1794–1872) die Leitung der Domänenverwaltung, aber mit der Ankunft der Schwarzen Schiffe im Jahr 1863 begann Toyoshige mit Reformen in der Domänenverwaltung, unterstützt von Yoshida Tōyō (1816–1862). Ihm war nun wichtig, die Küstenverteidigung zu stärken.
In der Frage der Nachfolge des 1858 verstorbenen Shoguns Tokugawa Iesada unterstützte Toyoshige Tokugawa Yoshinobu (1837–1913), arbeitete aber gleichzeitig mit dem kaiserlichen Hof zusammen. Ii Naosuke von der „Nanki-Fraktion“ und Tairō des Shogunats, führte die Unterzeichnung des Vertrags mit den Amerikanern, den Harris-Vertrag, durch. Er sorgte auch dafür, dass im Oktober des Jahres Toyoshige von der Domänen-Leitung suspendiert wurde. Toyoshige verbrachte die nächsten zweieinhalb Jahre in einer Villa in Shinagawa, Edo. Teilweise wegen der tiefen Beziehung zur Tokugawa-Shogun-Familie seit der Gründung der Tosa-Domäne durch Yamanouchi Kazutoyo setze sich Toyoshige für das „Kōbu gattai“ (公武合体), also für das Zusammengehen von Hof und dem Feudaladel und damit für das Fortbestehen des Tokugawa-Shogunats ein.

### Zweite Lebenshälfte
Nach Iis Ermordung 1860 konnte Toyoshige im April 1862 wieder die Leitung der Domäne übernehmen. Er setzte sich für die Reform der Shogunatsregierung und der öffentlichen und militärischen Angelegenheiten ein und unterstützte Tokugawa Yoshinobu und Daimyō Matsudaira Yoshinaga (1828–1890). Ungefähr zu dieser Zeit eskalierten aufgrund der angespannten zentralen politischen Situation in der Domäne Konflikte zwischen der Domänenregierung und der Sonnō-jōi-Fraktion. Kurz bevor die Suspendierung aufgehoben wurde, wurde Yoshida Tōyō 1862 von der Sonnō-Fraktion ermordet.
Toyoshige sorgte auch dafür, dass extreme Shogunatsgegner wie Takechi Zuizan (1829–1865) zurückgedrängt wurden. Er beriet den Shogun Tokugawa Iemochi und arbeitete an einer Einigung bezüglich der Machtaufteilung zwischen dem kaiserlichen Hof und dem Shogunat. Als er dann feststellte, dass das Ende des Shogunats unausweichlich sei, folgte er dem Rat seiner Untergebenen Gotō Shōjirō und Sakamoto Ryōma und überzeugte den neuen Shogun Tokugawa Yoshinobu im November 1867, sein Regierungsamt dem Kaiser zurückzugeben. Yoshinobu gab die Rückgabe der Regierungsgewalt an den Kaiser (大政奉還, taisei hōkan) bekannt, allerdings ohne ausdrücklich darauf zu verzichten, an einer Neugestaltung der Regierung mitzuwirken.
Daraufhin erklärten die gegnerischen Han unter Mitwirkung des Hofadels am 3. Januar 1868 im Namen des Kaisers die Wiederherstellung der kaiserlichen Macht unter Ausschluss der Tokugawa. Der Shōgun, der sich in Ōsaka aufhielt, reagierte mit der Mobilisierung seiner Armee und setzte sie am 27. Januar in Richtung Kyōto in Bewegung. Damit begann der Boshin-Krieg, der mit einer Niederlage des Shoguns in der Schlacht von Toba-Fushimi begann und am 3. Mai zur Übergabe von Edo an die neue Regierung und zum endgültigen Rücktritt des Shōguns führte.
Nach der Meiji-Restauration wirkte Toyoshige nacheinander als Ratsherr (議定官, Gijōkan) der neuen Regierung, als Generalgouverneur des Büros für innere Angelegenheiten (内国事務局総督, Naikoku jimukyoku sōtoku), als Gouverneur des Strafgesetzangelegenheiten (刑法官知事, Keihōkan chiji), als Gouverneur für Schulangelegenheiten (学校知事, Gakkō chiji) und als Oberamtsvorsitzender (上局議長, Jōkyoku gichō).
Im Juli 1869 zog sich Toyoshige krankheitshalber aus allen Ämtern zurück. Er starb drei Jahre später. Er war gut in Poesie und Kalligrafie und hatte Pseudonyme wie „Kujira kaisui-kō“ (鯨海酔侯) – etwa „Fürst meerwasserbetrunkener Wal“ und „Kyūjūkyū Gaishi“ (九十九洋外史) – etwa „Neunundneuzig Auslandsgeschichten“. Sein Grab befindet sich auf dem Shimōsayama-Friedhof (下総山墓地) im Bezirk Shinagawa, Tokio.